# Wilhelm von Woelckern

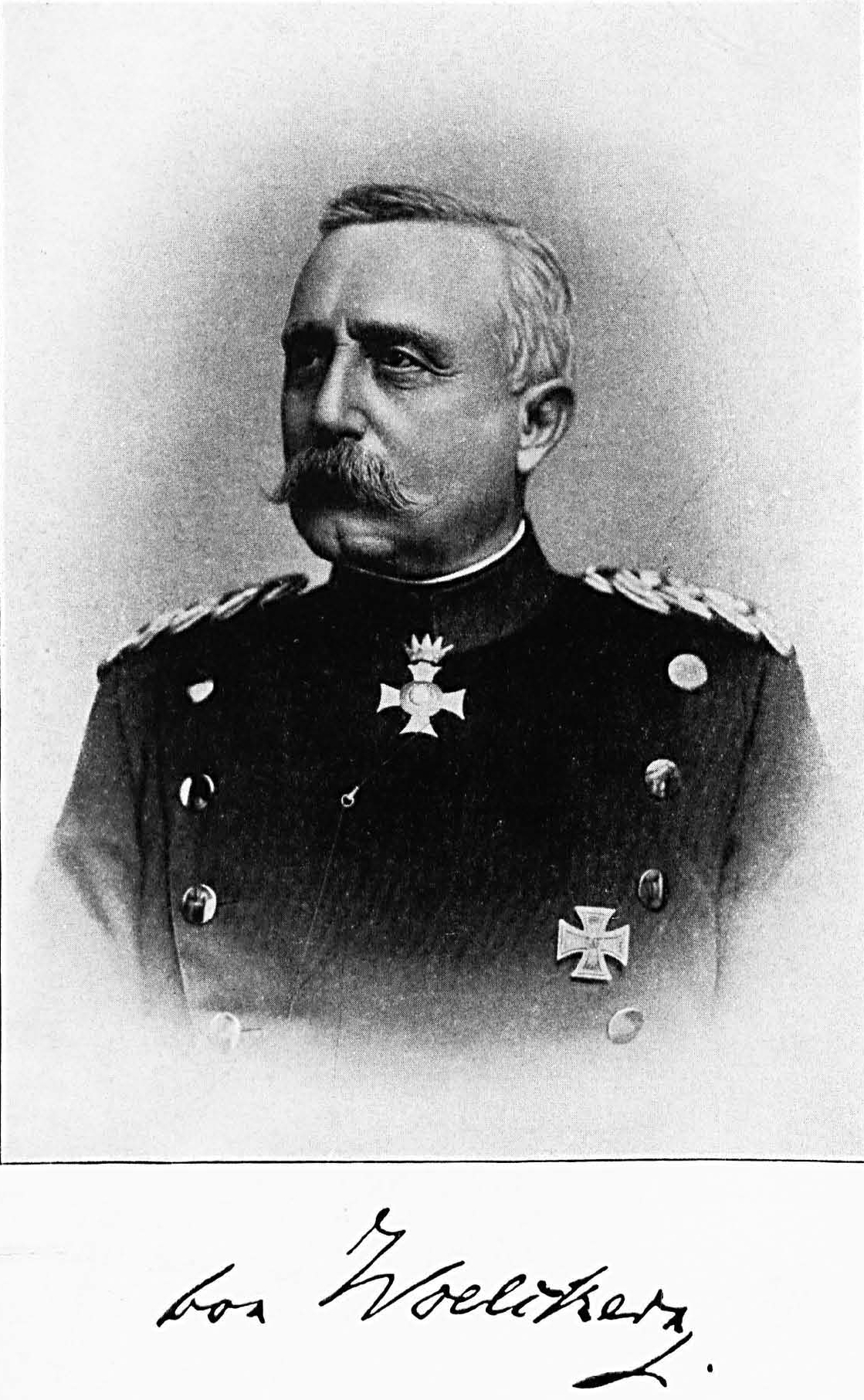
Wilhelm von Woelckern

Leopold Ferdinand Karl Wilhelm von Woelckern (* 31. Oktober 1829 in Ulm; † 21. März 1905 in Stuttgart) war ein württembergischer General der Infanterie.

## Leben

### Herkunft
Er entstammte einer Nürnberger Patrizierfamilie und war der Sohn des württembergischen Oberstleutnants Karl von Woelckern (1794–1867). Sein Großvater war Stadtrat in Ulm. Einer von dessen Brüdern war Martin Carl Wilhelm von Wölckern.

### Militärkarriere
Woelckern absolvierte das Gymnasium in Stuttgart und besuchte ab 30. September 1845 die Offizierbildungsanstalt in Ludwigsburg. Am 6. Oktober 1848 wurde er als Leutnant mit Patent vom 9. Mai 1848 im 6. Infanterie-Regiment der Württembergischen Armee angestellt. Mit seiner Beförderung zum Oberleutnant folgte am 30. Januar 1854 seine Versetzung in das 3. Infanterie-Regiment, in dem Woelckern vom 25. September 1855 bis zum 16. Mai 1858 als Bataillonsadjutant agierte. Anschließend in das 4. Infanterie-Regiment versetzt, wurde er am 15. November 1858 als Adjutant zur 3. Infanterie-Brigade kommandiert. Als Hauptmann und Kompaniechef im 6. Infanterie-Regiment kehrte Woelckern am 4. Januar 1864 in den Truppendienst zurück und nahm mit seinem Verband 1866 während des Krieges gegen Preußen am Gefecht bei Tauberbischofsheim teil. Zu Beginn des Krieges gegen Frankreich wurde er 1870 zum Major befördert und als Bataillonskommandeur in das 8. Infanterie-Regiment versetzt. Woelckern kämpfte bei Wörth, Sedan sowie bei der Einschließung und Belagerung von Paris. Für seine Leistungen wurde er mit beiden Klassen des Eisernen Kreuzes und dem Ritterkreuz des Militärverdienstordens ausgezeichnet.
Nach dem Krieg avancierte Woelckern zum Oberstleutnant und wurde am 4. März 1876 zum Kommandeur des 7. Infanterie-Regiments ernannt. In dieser Eigenschaft folgte am 17. Juni 1878 seine Beförderung zum Oberst. Unter Stellung à la suite seines Regiments beauftragte man Woelckern am 4. August 1883 mit der Führung der 54. Infanterie-Brigade in Ulm. Am 17. Dezember 1883 wurde er zum Kommandeur dieses Großverbandes ernannt sowie am 21. Mai 1884 mit Patent vom 15. April 1884 zum Generalmajor befördert. Als solcher war er vom 23. September 1887 bis zum 17. August 1888 Kommandeur der 52. Infanterie-Brigade in Ludwigsburg. Anschließend zum Generalleutnant befördert, wurde Woelckern mit Patent vom 4. August 1888 zum Kommandeur der 26. Division in Stuttgart ernannt.
Nach einem persönlichen Gespräch zwischen dem damaligen Thronfolger und späteren württembergischen König Wilhelm II. und dem Kaiser konnte erstmals ein württembergischer Offizier als Kommandierender General des XIII. (Königlich Württembergisches) Armee-Korps durchgesetzt werden. Woelckern wurde daraufhin am 26. Oktober 1890 zunächst mit der Führung beauftragt und am 29. Juni 1891 schließlich zum Kommandierenden General dieses Korps ernannt. Am 24. Februar 1892 erfolgte seine Beförderung zum General der Infanterie und König Wilhelm II. stellte ihn in Würdigung seiner Verdienste am 2. Dezember 1893 à la suite des Infanterie-Regiments „Kaiser Friedrich, König von Preußen“ (7. Württembergisches) Nr. 125. Unter Verleihung des Großkreuzes des Militärverdienstordens und Belassung à la suite wurde Woelckern am 21. März 1895 mit der gesetzlichen Pension zur Disposition gestellt.